# Albaretto della Torre
Albaretto della Torre (piemontiul: Albarèj) település Olaszországban, Piemont régióban, Cuneo megyében. Lakosainak száma 218 fő (2023. január 1.). Albaretto della Torre Arguello, Cerretto Langhe, Lequio Berria, Rodello és Sinio községekkel határos.

## Népesség
A település népességének változása:
| Lakosok száma | 235  | 229  | 218  |
|               | 2017 | 2018 | 2023 |